# Pälkäne
Pälkäne est une municipalité du centre-sud de la Finlande. Elle se situe dans la région du Pirkanmaa et la province de Finlande occidentale.

## Histoire
De nombreux artefacts de l'âge de pierre ont été trouvés à Pälkäne, ainsi de nombreuses traces de l'âge du fer.
Les premiers objets montrent que les Finlandais se sont installés à Pälkäne déjà dans les années 300 de notre ère.
Les premiers habitants sont probablement arrivés de Kangasala.
Pälkäne, qui appartenait auparavant à Sääksmäki, est mentionnée comme paroisse indépendante en 1405 et elle a son propre pasteur au moins dès 1445.
La paroisse de Sahalahti est séparée de Pälkäne en 1581.
À la fin du Moyen Âge, les paysans de Pälkäne possèdent de vastes zones de nature sauvage et des eaux de pêche dans les parties septentrionales de l'actuelle Finlande centrale, notamment Pihtipudas, Viitasaari, Kannonkoski et autour de Konginkangas.
Au milieu du XVIe siècle, le roi Gustav Vaasa abolit la propriété d'espaces naturels sauvages, après quoi les colons de Savonie s'installeront dans ces régions.
Des réfugiés de Kivennava on ete installés a Pälkäne après la Seconde Guerre mondiale.

## Géographie
La commune est réputée pour ses lacs et ses forêts préservées, accueillant ainsi 1 800 maisons de vacances.
Les lacs couvrent 24 % de la superficie totale, les plus importants étant le Roine-Mallasvesi, le Pälkänevesi et le Kukkia.
Les municipalités voisines sont Valkeakoski au sud-ouest, Kangasala au nord, Luopioinen à l'est, et dans le Kanta-Häme Hauho au sud-est et Hattula au sud.
Au 1er janvier 2007, la municipalité fusionne avec sa voisine Luopioinen, gardant le nom de Pälkäne mais prenant le blason de Luopioinen.

## Transports
Pälkäne est traversée par la route nationale 12 qui permet d'accéder à Tampere et à Lahti.
Elle est aussi traversée par la kantatie 57 qui vient d'Hämeenlinna, par la seututie 307 en provenance de Valkeakoski et par la seututie 322 venant de  Luopioinen.

## Démographie
Pälkäne est l'une des rares municipalités finlandaises encore largement rurale à observer une augmentation démographique. En effet, la proximité de centres urbains significatifs (18 km de Kangasala, 23 km de Valkeakoski, 35 km de Tampere, 46 km de Hämeenlinna et 145 de Helsinki), conjugués à une politique de faible imposition, ont permis le développement d'un dense réseau de petites entreprises, avec notamment 12 PME entre 10 et 85 salariés installés à Pälkäne. Le taux de chômage n'y dépasse pas 8 %.
Depuis 1980, la démographie de Pälkäne a évolué comme suit, :
| Année      | 1980  | 1985  | 1990  | 1995  | 2000  | 2005  |
| ---------- | ----- | ----- | ----- | ----- | ----- | ----- |
| population | 6 551 | 6 497 | 6 573 | 6 708 | 6 682 | 6 861 |

| Année      | 2010  | 2015  | 2020  |
| ---------- | ----- | ----- | ----- |
| population | 6 950 | 6 676 | 6 446 |

## Galerie

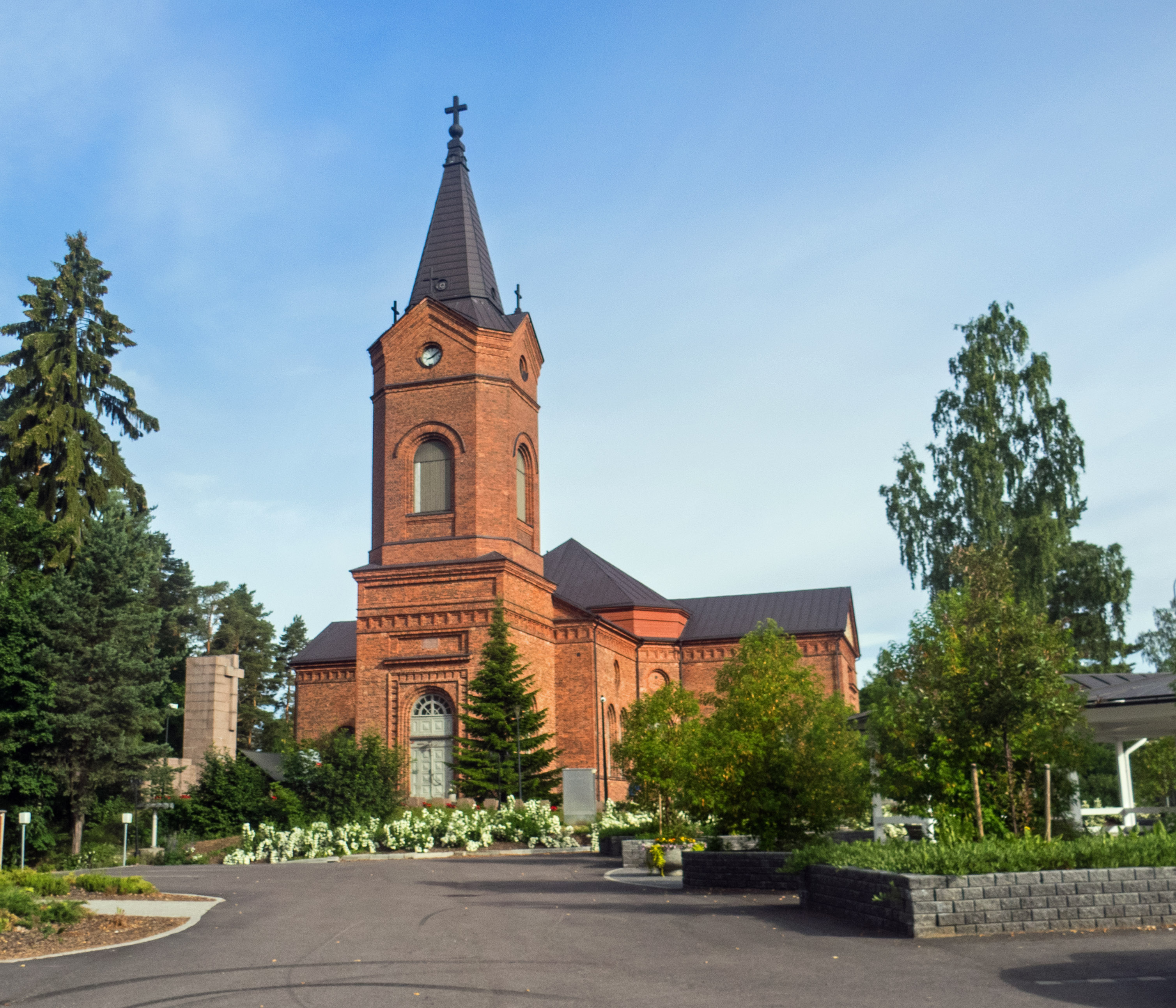
L'église de Pälkäne
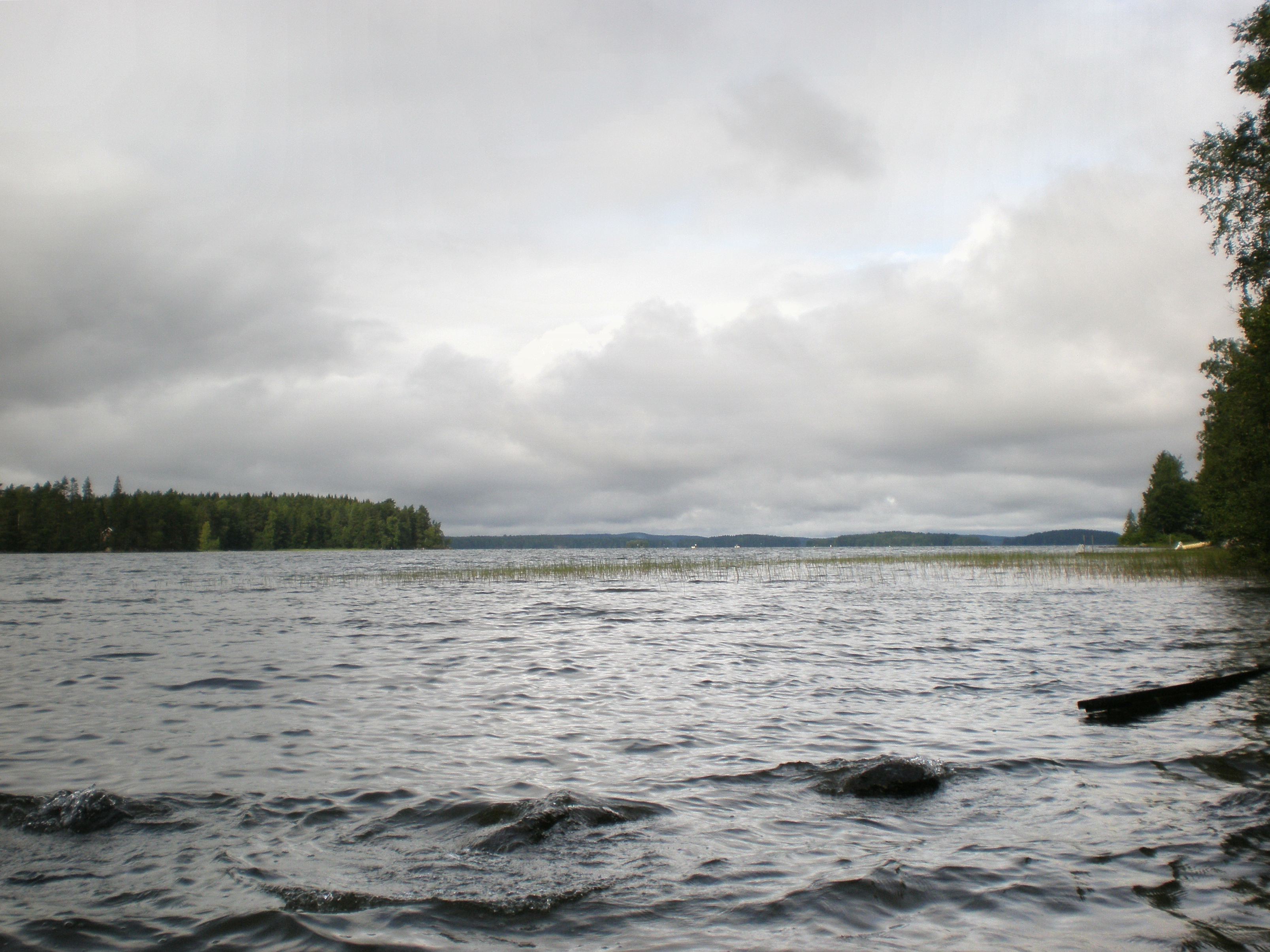
Le lac Pälkänevesi.
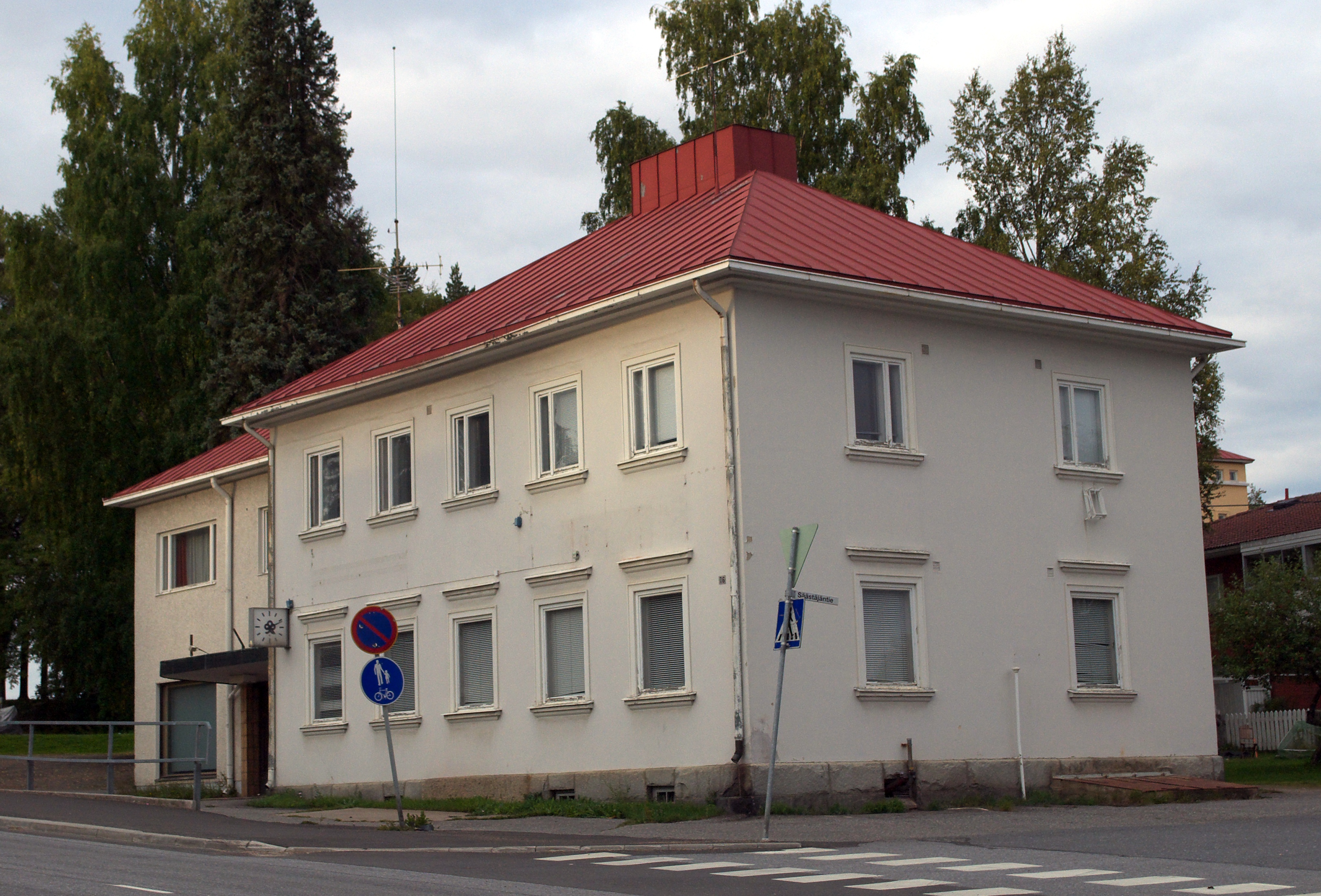
L'ancien comptoir de la Säästöpankki.
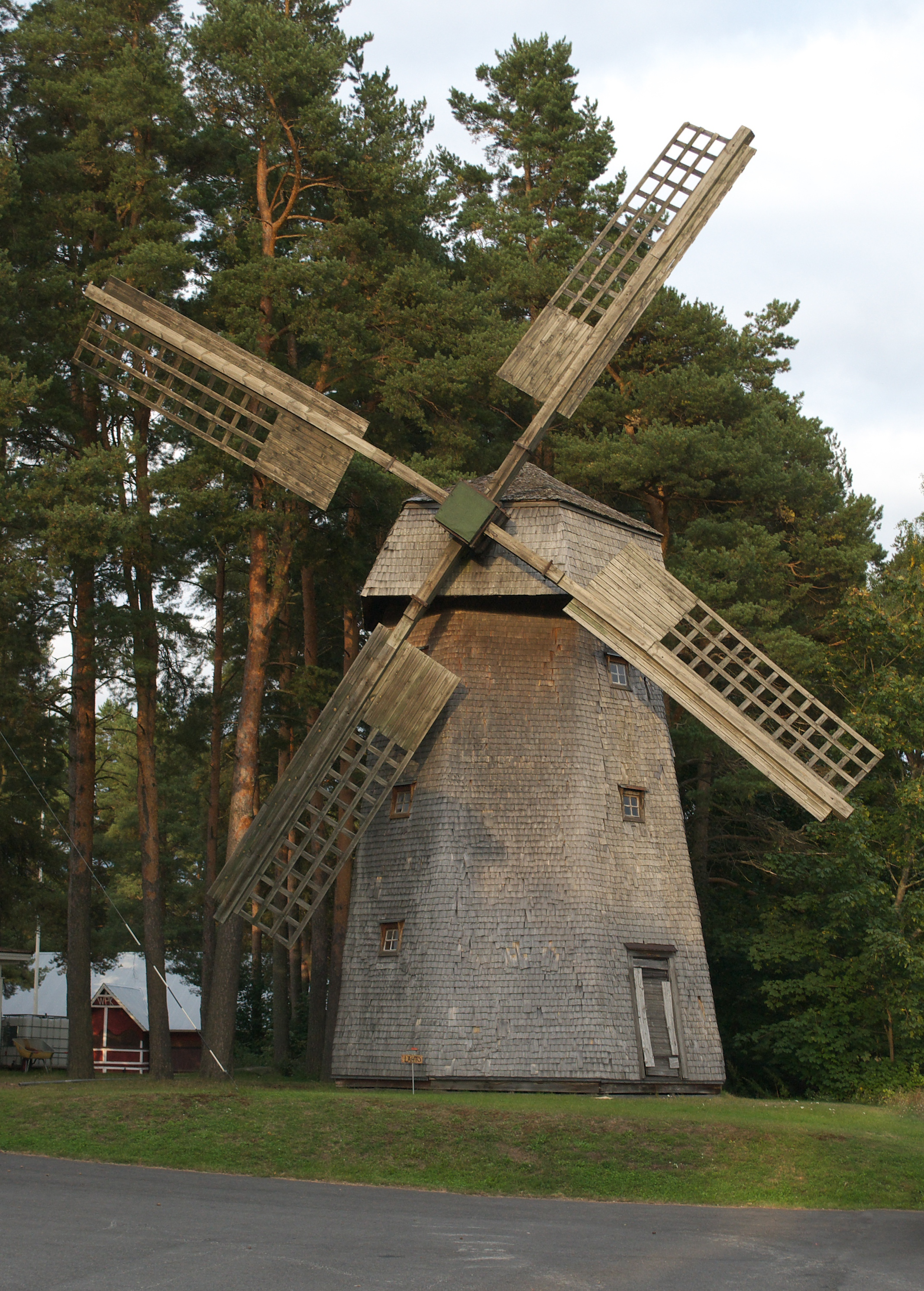
Le musée des moulins.